# Copa Mundial de Fútbol Sub-16 de 1989
La Copa Mundial Sub-16 de la FIFA Escocia 1989 (en inglés: FIFA U-16 World Scotland 1989) fue la III edición de la Copa Mundial de Fútbol Sub-16. Esta versión del torneo fue realizada en Escocia, entre el 10 al 24 de junio de 1989.
El campeonato, que se inició el 10 de junio, estuvo compuesto de dos fases: en la primera, se conformaron 4 grupos de 4 equipos cada uno, avanzando a la siguiente ronda los dos mejores de cada grupo. Los 8 equipos clasificados se enfrentaron en partidos eliminatorios hasta que los dos finalistas, Arabia Saudita y el anfitrión Escocia disputaron el partido decisivo en el Hampden Park, de la ciudad de Glasgow el 24 de junio. Tras el tiempo reglamentario y la prórroga, ninguno de los dos equipos pudieron vencer por lo que se recurrió a la tanda de penales; Arabia Saudita, alcanzó su primer campeonato en esta categoría. El tercer lugar quedó en manos de Portugal, superando al combinado de Baréin.
En este torneo, fue la última ocasión en que participaron únicamente jugadores menores de 16 años, ya que posteriormente se aumentaría el límite a 17 años.

## Sedes
Para el torneo fueron habilitados 5 estadios a lo largo de todo el país. La final se disputó en el recinto más grande del torneo el Hampden Park de la ciudad de Glasgow con una capacidad para 75.000 personas.
| Glasgow           | Motherwell        | Aberdeen          | Dundee            | Edimburgo          |
| ----------------- | ----------------- | ----------------- | ----------------- | ------------------ |
| Hampden Park      | Fir Park          | Pittodrie Stadium | Dens Park         | Tynecastle Stadium |
| Capacidad: 75,000 | Capacidad: 13,700 | Capacidad: 22,000 | Capacidad: 11,200 | Capacidad: 17,400  |
|                   |                   |                   |                   |                    |

## Clasificación
En total fueron 16 equipos de las 6 confederaciones afiliadas a la FIFA los que tomaron parte en el Mundial Sub-16 Escocia 1989.
Además del anfitrión Escocia, 15 equipos clasificaron a la fase final del torneo a través de los torneos realizados por cada una de las seis confederaciones.
En cursiva, los equipos debutantes en la Copa Mundial de Fútbol Sub-16.
| Clasificatorias | Clasificatorias | Clasificatorias | Clasificatorias | Clasificatorias | Clasificatorias |
| --------------- | --------------- | --------------- | --------------- | --------------- | --------------- |
| CAF             | AFC             | UEFA            | CONCACAF        | OFC             | CONMEBOL        |

| Equipos participantes | Equipos participantes | Equipos participantes | Equipos participantes |
| --------------------- | --------------------- | --------------------- | --------------------- |
| Alemania Democrática  | Baréin                | Colombia              | Ghana                 |
| Arabia Saudita        | Brasil                | Cuba                  | Guinea                |
| Argentina             | Canadá                | Escocia               | Nigeria               |
| Australia             | China                 | Estados Unidos        | Portugal              |

## Árbitros
La FIFA designó a 18 árbitros para el torneo, entre los que se destacó el guatemalteco Juan Pablo Escobar quien fue designado para dirigir el encuentro decisivo. 
| AFC - Mohammad Riyani - Wan Rashid Jaafar - Kil Ki-Chul - Arie Frost CAF - Mohamed Hafez - Ally Hafidhi - M Hounake-Kouassi | CONCACAF - David Brummitt - Juan Pablo Escobar - Arlington Success CONMEBOL - Ricardo Calabria - Luís Félix Ferreira - Armando Pérez Hoyos | UEFA - Jean-Marie Lartigot - Peter Mikkelsen - George Smith - Wieland Ziller OFC - Gary Fleet |

## Resultados

### Primera Fase

#### Grupo A
| Equipo  | Pts | PJ | PG | PE | PP | GF | GC | Dif |
| ------- | --- | -- | -- | -- | -- | -- | -- | --- |
| Baréin  | 5   | 3  | 2  | 1  | 0  | 5  | 1  | 4   |
| Escocia | 4   | 3  | 1  | 2  | 0  | 4  | 1  | 3   |
| Ghana   | 2   | 3  | 0  | 2  | 1  | 2  | 3  | -1  |
| Cuba    | 1   | 3  | 0  | 1  | 2  | 2  | 8  | -6  |

| 10 de junio de 1989 | Escocia | 0:0     | Ghana | Hampden Park, Glasgow                                          |                                                                |
|                     | 0       | Reporte | 0     | Asistencia: 6.500 espectadores Árbitro(s): Armando Perez Hoyos | Asistencia: 6.500 espectadores Árbitro(s): Armando Perez Hoyos |

| 10 de junio de 1989 | Cuba | 0:3     | Baréin                                 | Hampden Park, Glasgow                                                 |                                                                       |
|                     |      | Reporte | Jasem 40' (pen.) 52' (pen.) 76' (pen.) | Asistencia: 6.500 espectadores Árbitro(s): Luís Carlos Félix Ferreira | Asistencia: 6.500 espectadores Árbitro(s): Luís Carlos Félix Ferreira |

| 12 de junio de 1989 | Escocia                       | 3:0     | Cuba | Fir Park, Motherwell                                       |                                                            |
|                     | Lindsay 30' · Golrick 32' 39' | Reporte |      | Asistencia: 9.000 espectadores Árbitro(s): Peter Mikkelsen | Asistencia: 9.000 espectadores Árbitro(s): Peter Mikkelsen |

| 12 de junio de 1989 | Ghana | 0:1     | Baréin      | Fir Park, Motherwell                                      |                                                           |
|                     |       | Reporte | Ebrahim 42' | Asistencia: 9.000 espectadores Árbitro(s): Wieland Ziller | Asistencia: 9.000 espectadores Árbitro(s): Wieland Ziller |

| 14 de junio de 1989 | Escocia    | 1:1     | Baréin        | Fir Park, Motherwell                                         |                                                              |
|                     | Beattie 2' | Reporte | Abdulaziz 33' | Asistencia: 13.500 espectadores Árbitro(s): Ricardo Calabria | Asistencia: 13.500 espectadores Árbitro(s): Ricardo Calabria |

| 14 de junio de 1989 | Ghana                     | 2:2     | Cuba                  | Fir Park, Motherwell                                   |                                                        |
|                     | Zerguera 9' · Rosette 24' | Reporte | Aryee 22' · Asare 72' | Asistencia: 13.500 espectadores Árbitro(s): Gary Fleet | Asistencia: 13.500 espectadores Árbitro(s): Gary Fleet |

#### Grupo B
| Equipo               | Pts | PJ | PG | PE | PP | GF | GC | Dif |
| -------------------- | --- | -- | -- | -- | -- | -- | -- | --- |
| Alemania Democrática | 4   | 3  | 2  | 0  | 1  | 7  | 4  | 3   |
| Brasil               | 4   | 3  | 2  | 0  | 1  | 5  | 3  | 2   |
| Estados Unidos       | 3   | 3  | 1  | 1  | 1  | 5  | 7  | -2  |
| Australia            | 1   | 3  | 0  | 1  | 2  | 3  | 6  | -3  |

| 10 de junio de 1989 | Alemania Democrática | 1:0     | Australia | Pittodrie Stadium, Aberdeen                                 |                                                             |
|                     | Manke 51'            | Reporte |           | Asistencia: 3.300 espectadores Árbitro(s): James Mc Cluskey | Asistencia: 3.300 espectadores Árbitro(s): James Mc Cluskey |

| 10 de junio de 1989 | Estados Unidos | 1:0     | Brasil | Pittodrie Stadium, Aberdeen                              |                                                          |
|                     | Baba 37'       | Reporte |        | Asistencia: 3.300 espectadores Árbitro(s): Mohamed Hafez | Asistencia: 3.300 espectadores Árbitro(s): Mohamed Hafez |

| 12 de junio de 1989 | Alemania Democrática                              | 5:2     | Estados Unidos      | Pittodrie Stadium, Aberdeen                                 |                                                             |
|                     | Konetzke 7' 33' · Seifert 12' 31' · Rydlewicz 45' | Reporte | Baba 36' · Wood 76' | Asistencia: 2.300 espectadores Árbitro(s): Mohd Noor Jaafar | Asistencia: 2.300 espectadores Árbitro(s): Mohd Noor Jaafar |

| 12 de junio de 1989 | Australia  | 1:3     | Brasil              | Pittodrie Stadium, Aberdeen                                  |                                                              |
|                     | Corica 50' | Reporte | Carlos · Marcio 36' | Asistencia: 3.300 espectadores Árbitro(s): David C. Brimmitt | Asistencia: 3.300 espectadores Árbitro(s): David C. Brimmitt |

| 14 de junio de 1989 | Brasil               | 2:1     | Alemania Democrática | Pittodrie Stadium, Aberdeen                                    |                                                                |
|                     | Marcio 4' · Fred 70' | Reporte | Knuth 29'            | Asistencia: 3.500 espectadores Árbitro(s): Jean-Marie Lartigot | Asistencia: 3.500 espectadores Árbitro(s): Jean-Marie Lartigot |

| 14 de junio de 1989 | Australia                | 2:2     | Estados Unidos        | Pittodrie Stadium, Aberdeen                              |                                                          |
|                     | Pangallo 71' · Suzor 73' | Reporte | Wood 6' · Haskins 70' | Asistencia: 3.500 espectadores Árbitro(s): Vic Dalgleich | Asistencia: 3.500 espectadores Árbitro(s): Vic Dalgleich |

#### Grupo C
| Equipo    | Pts | PJ | PG | PE | PP | GF | GC | Dif |
| --------- | --- | -- | -- | -- | -- | -- | -- | --- |
| Nigeria   | 5   | 3  | 2  | 1  | 0  | 7  | 0  | 7   |
| Argentina | 4   | 3  | 1  | 2  | 0  | 4  | 1  | 3   |
| China     | 3   | 3  | 1  | 1  | 1  | 1  | 3  | -2  |
| Canadá    | 0   | 3  | 0  | 0  | 3  | 1  | 9  | -8  |

| 10 de junio de 1989 | Argentina | 0:0     | China | Dens Park, Dundee                                             |                                                               |
|                     |           | Reporte |       | Asistencia: 5.000 espectadores Árbitro(s): Juan Pablo Escobar | Asistencia: 5.000 espectadores Árbitro(s): Juan Pablo Escobar |

| 10 de junio de 1989 | Nigeria                                      | 4:0     | Canadá | Dens Park, Dundee                                          |                                                            |
|                     | Keshiro 27' 75' · Ogotunasi 56' · Ikpeba 78' | Reporte |        | Asistencia: 5.000 espectadores Árbitro(s): Mohammad Riyahi | Asistencia: 5.000 espectadores Árbitro(s): Mohammad Riyahi |

| 12 de junio de 1989 | Argentina | 0:0     | Nigeria | Dens Park, Dundee                                              |                                                                |
|                     |           | Reporte |         | Asistencia: 6.000 espectadores Árbitro(s): Jean-Marie Lartigot | Asistencia: 6.000 espectadores Árbitro(s): Jean-Marie Lartigot |

| 12 de junio de 1989 | China    | 1:0     | Canadá | Dens Park, Dundee                                                        |                                                                          |
|                     | Feng 34' | Reporte |        | Asistencia: 6.000 espectadores Árbitro(s): Dodji Mawuk. Hounnake-Kouassi | Asistencia: 6.000 espectadores Árbitro(s): Dodji Mawuk. Hounnake-Kouassi |

| 14 de junio de 1989 | Argentina                                             | 4:1     | Canadá          | Dens Park, Dundee                                       |                                                         |
|                     | Paris 32' · Castro 38' · Castagno 40' · D'ascanio 74' | Reporte | Luis Medero 19' | Asistencia: 6.000 espectadores Árbitro(s): Hafidhi Ally | Asistencia: 6.000 espectadores Árbitro(s): Hafidhi Ally |

| 14 de junio de 1989 | China | 0:3     | Nigeria                             | Dens Park, Dundee                                         |                                                           |
|                     |       | Reporte | Fetuga 12' · Ikpeba 22' · Omoru 39' | Asistencia: 6.000 espectadores Árbitro(s): Wieland Ziller | Asistencia: 6.000 espectadores Árbitro(s): Wieland Ziller |

#### Grupo D
| Equipo         | Pts | PJ | PG | PE | PP | GF | GC | Dif |
| -------------- | --- | -- | -- | -- | -- | -- | -- | --- |
| Portugal       | 4   | 3  | 1  | 2  | 0  | 6  | 5  | 1   |
| Arabia Saudita | 4   | 3  | 1  | 2  | 0  | 5  | 4  | 1   |
| Guinea         | 3   | 3  | 0  | 3  | 0  | 4  | 4  | 0   |
| Colombia       | 1   | 3  | 0  | 1  | 2  | 3  | 5  | -2  |

| 10 de junio de 1989 | Guinea    | 1:1     | Colombia          | Tynecastle Stadium, Edimburgo                             |                                                           |
|                     | Camara 2' | Reporte | Gaibao 60' (pen.) | Asistencia: 2.000 espectadores Árbitro(s): David Brummitt | Asistencia: 2.000 espectadores Árbitro(s): David Brummitt |

| 10 de junio de 1989 | Arabia Saudita      | 2:2     | Portugal                  | Tynecastle Stadium, Edimburgo                               |                                                             |
|                     | Al Shamrani 60' 80' | Reporte | Figo 17' (pen.) · Gil 23' | Asistencia: 2.000 espectadores Árbitro(s): Ricardo Calabria | Asistencia: 2.000 espectadores Árbitro(s): Ricardo Calabria |

| 12 de junio de 1989 | Guinea                  | 2:2     | Arabia Saudita                     | Tynecastle Stadium, Edimburgo                                |                                                              |
|                     | Oulare 56' · Camara 62' | Reporte | Fofana 52' (a.g.) · Al Romaihi 71' | Asistencia: 2.800 espectadores Árbitro(s): Arlington Success | Asistencia: 2.800 espectadores Árbitro(s): Arlington Success |

| 12 de junio de 1989 | Colombia               | 2:3     | Portugal                                   | Tynecastle Stadium, Edimburgo                         |                                                       |
|                     | Moreno 27' · Nieto 79' | Reporte | Canate 2' (a.g.) · Gil 44' · Adalberto 78' | Asistencia: 2.800 espectadores Árbitro(s): Arie Frost | Asistencia: 2.800 espectadores Árbitro(s): Arie Frost |

| 14 de junio de 1989 | Guinea     | 1:1     | Portugal            | Tynecastle Stadium, Edimburgo                               |                                                             |
|                     | Camara 24' | Reporte | Sérgio Lourenço 80' | Asistencia: 4.000 espectadores Árbitro(s): James Mc Cluskey | Asistencia: 4.000 espectadores Árbitro(s): James Mc Cluskey |

| 14 de junio de 1989 | Colombia | 0:1     | Arabia Saudita | Tynecastle Stadium, Edimburgo                            |                                                          |
|                     |          | Reporte | Al Romaihi 80' | Asistencia: 4.000 espectadores Árbitro(s): Mohamed Hafez | Asistencia: 4.000 espectadores Árbitro(s): Mohamed Hafez |

### Segunda fase
|  | Cuartos de final         | Cuartos de final        |                          |          | Semifinales            | Semifinales            |  |  | Final                   | Final |
|  |                          |                         |                          |          |                        |                        |  |  |                         |       |
|  | 17 de junio – Motherwell |                         |                          |          |                        |                        |  |  |                         |       |
|  |                          |                         |                          |          |                        |                        |  |  |                         |       |
|  | Baréin (p.)              | 0 (4)                   |                          |          |                        |                        |  |  |                         |       |
|  | Baréin (p.)              | 0 (4)                   | 20 de junio – Motherwell |          |                        |                        |  |  |                         |       |
|  | Brasil                   | 0 (1)                   |                          |          |                        |                        |  |  |                         |       |
|  | Brasil                   | 0 (1)                   | Baréin                   | 0        |                        |                        |  |  |                         |       |
|  | 17 de junio – Dundee     |                         | Baréin                   | 0        |                        |                        |  |  |                         |       |
|  |                          | Arabia Saudita          | 1                        |          |                        |                        |  |  |                         |       |
|  | Nigeria                  | Arabia Saudita          | 1                        | 0 (0)    |                        |                        |  |  |                         |       |
|  | Nigeria                  |                         | 24 de agosto – Glasgow   | 0 (0)    |                        |                        |  |  |                         |       |
|  | Arabia Saudita (p.)      | 0 (2)                   |                          |          |                        |                        |  |  |                         |       |
|  | Arabia Saudita (p.)      | 0 (2)                   | Arabia Saudita (p.)      | 2 (5)    |                        |                        |  |  |                         |       |
|  | 17 de junio – Aberdeen   |                         | Arabia Saudita (p.)      | 2 (5)    |                        |                        |  |  |                         |       |
|  |                          | Escocia                 | 2 (4)                    |          |                        |                        |  |  |                         |       |
|  | Alemania Democrática     | Escocia                 | 2 (4)                    | 0        |                        |                        |  |  |                         |       |
|  | Alemania Democrática     | 20 de junio – Edimburgo |                          | 0        |                        |                        |  |  |                         |       |
|  | Escocia                  | 1                       |                          |          |                        |                        |  |  |                         |       |
|  | Escocia                  | 1                       | Escocia                  | 1        | Tercer y cuarto puesto | Tercer y cuarto puesto |  |  |                         |       |
|  | 17 de junio – Edimburgo  |                         | Escocia                  | 1        | Tercer y cuarto puesto | Tercer y cuarto puesto |  |  |                         |       |
|  |                          | Portugal                | 0                        |          |                        |                        |  |  |                         |       |
|  | Portugal                 | Portugal                | 0                        | 2        | Baréin                 | 0                      |  |  |                         |       |
|  | Portugal                 |                         |                          | 2        | Baréin                 | 0                      |  |  |                         |       |
|  | Argentina                | 1                       |                          | Portugal | 3                      |                        |  |  |                         |       |
|  | Argentina                | 1                       |                          |          | 3                      |                        |  |  |                         |       |
|  |                          |                         |                          |          |                        |                        |  |  | 23 de junio – Edimburgo |       |
|  |                          |                         |                          |          |                        |                        |  |  |                         |       |

#### Cuartos de final
| 17 de junio de 1989 | Baréin                           | 0:0 (t. s.)(4:1 p.)        | Brasil                 | Fir Park, Motherwell                                    |                                                         |
|                     |                                  | Reporte                    |                        | Asistencia: 9.500 espectadores Árbitro(s): Hafidhi Ally | Asistencia: 9.500 espectadores Árbitro(s): Hafidhi Ally |
|                     |                                  | Tiros desde el punto penal |                        |                                                         |                                                         |
|                     | Habib · Hassan · Ali · Abdulaziz |                            | Andrei · Fred · Marcio |                                                         |                                                         |

| 17 de junio de 1989 | Alemania Democrática | 0:1     | Escocia     | Pittodrie Stadium, Aberdeen                                          |                                                                      |
|                     |                      | Reporte | Lindsay 80' | Asistencia: 10.200 espectadores Árbitro(s): Juan Pablo Escobar López | Asistencia: 10.200 espectadores Árbitro(s): Juan Pablo Escobar López |

| 17 de junio de 1989 | Nigeria | 0:0 (t. s.)(0:2 p.) | Arabia Saudita | Dens Park, Dundee                                              |                                                                |
|                     |         | Reporte             |                | Asistencia: 5.500 espectadores Árbitro(s): Armando Perez Hoyos | Asistencia: 5.500 espectadores Árbitro(s): Armando Perez Hoyos |

| 17 de junio de 1989 | Portugal              | 2:1     | Argentina  | Tynecastle Stadium, Edimburgo                         |                                                       |
|                     | Figo 23' · Tulipa 46' | Reporte | Selenzo 8' | Asistencia: 5.000 espectadores Árbitro(s): Arie Frost | Asistencia: 5.000 espectadores Árbitro(s): Arie Frost |

#### Semifinales
| 20 de junio de 1989 | Baréin | 0:1     | Arabia Saudita | Fir Park, Motherwell                                      |                                                           |
|                     |        | Reporte | Al Anoud 47'   | Asistencia: 9.000 espectadores Árbitro(s): Wieland Ziller | Asistencia: 9.000 espectadores Árbitro(s): Wieland Ziller |

| 20 de junio de 1989 | Portugal | 0:1     | Escocia    | Tynecastle Stadium, Edimburgo                                   |                                                                 |
|                     |          | Reporte | O'Neil 54' | Asistencia: 29.000 espectadores Árbitro(s): Jean-Marie Lartigot | Asistencia: 29.000 espectadores Árbitro(s): Jean-Marie Lartigot |

#### Tercer puesto
| 23 de junio de 1989 | Baréin | 0:3     | Portugal                 | Tynecastle Stadium, Edimburgo                           |                                                         |
|                     |        | Reporte | Tulipa 24' 64' · Gil 52' | Asistencia: 2.000 espectadores Árbitro(s): Hafidhi Ally | Asistencia: 2.000 espectadores Árbitro(s): Hafidhi Ally |

#### Final
| 24 de junio de 1989 | Arabia Saudita                                                           | 2:2 (t. s.)(5:4 p.)        | Escocia                                              | Hampden Park, Glasgow                                          |                                                                |
|                     | Sulaiman 59' · Al Tereir 69'                                             | Reporte                    | Downie 7' · Dickov 25'                               | Asistencia: 58.000 espectadores Árbitro(s): Juan Pablo Escobar | Asistencia: 58.000 espectadores Árbitro(s): Juan Pablo Escobar |
|                     |                                                                          | Tiros desde el punto penal |                                                      |                                                                |                                                                |
|                     | Al Hammali · Al Mousa · Al Shamrani · Al Theneyan · Al Teriar · Al Alawi |                            | Dickov · Bollan · McLaren · Bain · Marshall · O'Neil |                                                                |                                                                |

#### Campeón
| Bandera de Arabia Saudita            |
| Campeón Arabia Saudita Primer título |

## Posiciones finales
| Equipo | Equipo               | Pts | PJ | PG | PE | PP | GF | GC | Dif |
| ------ | -------------------- | --- | -- | -- | -- | -- | -- | -- | --- |
| 1      | Arabia Saudita       | 8   | 6  | 2  | 4  | 0  | 8  | 6  | +2  |
| 2      | Escocia              | 9   | 6  | 3  | 3  | 0  | 8  | 3  | +5  |
| 3      | Portugal             | 8   | 6  | 3  | 2  | 1  | 11 | 7  | +4  |
| 4      | Baréin               | 6   | 6  | 2  | 2  | 2  | 5  | 5  | 0   |
| 5      | Nigeria              | 6   | 4  | 2  | 2  | 0  | 7  | 0  | +7  |
| 6      | Brasil               | 5   | 4  | 2  | 1  | 1  | 5  | 3  | +2  |
| 7      | Alemania Democrática | 4   | 4  | 2  | 0  | 2  | 7  | 5  | +2  |
| 8      | Argentina            | 4   | 4  | 1  | 2  | 1  | 5  | 3  | +2  |
| 9      | Guinea               | 3   | 3  | 0  | 3  | 0  | 4  | 4  | 0   |
| 10     | Estados Unidos       | 3   | 3  | 1  | 1  | 1  | 5  | 7  | -2  |
| 11     | China                | 3   | 3  | 1  | 1  | 1  | 1  | 3  | -2  |
| 12     | Ghana                | 2   | 3  | 1  | 0  | 2  | 2  | 3  | -1  |
| 13     | Colombia             | 1   | 3  | 0  | 1  | 2  | 3  | 5  | -2  |
| 14     | Australia            | 1   | 3  | 0  | 1  | 2  | 3  | 6  | -3  |
| 15     | Cuba                 | 1   | 3  | 0  | 1  | 2  | 2  | 8  | -6  |
| 16     | Canadá               | 0   | 3  | 0  | 0  | 3  | 1  | 9  | -8  |

## Premios y reconocimientos

### Goleadores
| Jugador          | Selección      | Goles |
| ---------------- | -------------- | ----- |
| Fode Camara      | Guinea         | 3     |
| Khalid Al Roaihi | Arabia Saudita | 3     |
| Gil              | Portugal       | 3     |
| Tulipa           | Portugal       | 3     |
| Khaled Jasem     | Baréin         | 3     |

### Balón de oro
El Premio Balón de Oro adidas es entregado por la FIFA al mejor jugador del torneo.
| Jugador    | Selección |
| ---------- | --------- |
| James Will | Escocia   |

### Otros premios
La selección de fútbol de Baréin fue galardonada por la FIFA con el premio al Fair play, como la selección con el juego más limpio del torneo.